# Knut Sandengen
Knut Sandengen (26 maggio 1932 – 8 febbraio 1969) è stato un calciatore norvegese, di ruolo attaccante.

## Carriera

### Club
Sandengen vestì la maglia del Vestfossen.

### Nazionale
Disputò 4 partita per la Norvegia, con 2 reti all'attivo. Debuttò il 13 giugno 1956, in occasione della sconfitta per 1-3 contro la Germania Ovest. Il 24 giugno siglò una doppietta nella vittoria per 2-3 contro la Danimarca.